# Marvel Super War
Marvel Super War fue un videojuego multijugador de arena de batalla en línea (MOBA) gratuito en tercera persona de NetEase y Marvel Entertainment. Estuvo en versión beta tanto en Android como en iOS y estuvo disponible para descargar solo en países seleccionados. El juego se lanzó en diciembre de 2019.
NetEase emitió un aviso de suspensión del juego el 17 de abril de 2024, indicando que el juego cerraría oficialmente todos los servidores el 17 de junio de 2024.

## Jugabilidad
Marvel Super War es similar a otros juegos MOBA en los que los jugadores pueden elegir entre varios modos de juego. Por lo general, son jugadores de 5 contra 5 y los personajes constan de 6 clases: Luchador, Energía, Tirador, Asesino, Tanque y Apoyo. Los jugadores pueden jugar solos o en grupo, y cada jugador puede seleccionar 2 de las 10 tácticas disponibles en el juego para apoyar al personaje seleccionado.
Los jugadores también pueden usar Power Cores, imbuidos de 3 núcleos de apoyo en los que cada núcleo principal consta de 6 tipos de núcleos; basado en las 6 Gemas del Infinito. Cada Power Core tiene resultados diferentes para cada jugador dependiendo de la clase.
Al igual que otros MOBA, el objetivo principal del juego es destruir la base enemiga. El mapa del juego está ambientado en Wakanda. Los jugadores tienen 2 medidores: verde para HP y azul para EP. Hay 2 tipos de mejoras: las mejoras azul y roja están disponibles en el juego para mejorar la jugabilidad. Entre el área de cada equipo hay 2 entidades que aparecerán después de un período de tiempo después de que comience el juego: Avatar of Bast y Surtur. Los jugadores pueden eliminar uno o ambos para otorgar ventajas adicionales a su equipo. Los jugadores también pueden convocar a Surtur para atacar la base enemiga.
La versión actualizada recientemente permite a los jugadores invocar a Galactus al cumplir con el límite específico debajo de la pantalla. Una vez que finalmente se alcanza el límite, Galactus aparecerá y realizará una explosión de energía cósmica en las torretas y/o la base enemiga, que infligirá daño o incluso destruirá la torreta y/o la base enemiga. La explosión cósmica también puede causar daño si los jugadores quedan atrapados dentro del área de la explosión. Si Galactus destruye la base enemiga, dará una animación especial para mostrar al bando ganador.
Hay 4 modos diferentes dentro del juego. En el modo de rango, los jugadores pueden ir solos o en grupo según el rango actual de los jugadores, ordenados por Stone Spirit, Superior Silver, Immortal Gold, Magnificent Platinum, Unbeatable Diamond, Invincible Hero, Legendary Master y Supreme Dominator. en Match & PvE, los partidos son similares al modo de clasificación, pero los jugadores pueden invitar a los de su lista de amigos independientemente del rango. PvE es un modo 5v5 jugador vs Bot/AI, que viene en dificultad Fácil, Normal y Difícil. Free-for-All es similar al modo de partido con la diferencia de que el mapa es lineal; los jugadores no pueden curarse en la base y no pueden actualizar elementos a menos que el jugador muera. Finalmente, en Battle for Vibranium, los jugadores deben recolectar Vibranium, que se almacena en 3 núcleos diferentes, y ponerlo en la caja correcta. Los jugadores pueden recolectar Vibranium al obtenerlo a través de su núcleo respectivo, o robarlo del equipo contrario al eliminar a un oponente. El primer equipo que pueda recolectar 1000 de Vibranium es el ganador.

## Personajes
Los personajes se pueden obtener a través de monedas que se pueden coleccionar al completar misiones diarias o al comprar Star Credits. Los jugadores también pueden obtener personajes respectivos a través del Museo gastando Dark Stars. Los personajes también tienen uniformes alternativos desbloqueables. Los personajes consisten en héroes y villanos del Universo Marvel y cada personaje tiene su propia clase. Actualmente hay 77 personajes jugables y el último anunciado es Psylocke. Cada personaje también tiene una habilidad pasiva y 3-4 habilidades activas, siendo la última habilidad la habilidad definitiva; con la excepción de Thanos y Phoenix, ya que son personajes de Dark Shard.
| Asesino                                                             | Asesino                                                              | Asesino                                                       | Asesino                                      | Asesino                                |
| ------------------------------------------------------------------- | -------------------------------------------------------------------- | ------------------------------------------------------------- | -------------------------------------------- | -------------------------------------- |
| - Beast - Black Panther - Black Widow - Daredevil - Emma Frost      | - Ghost - Proxima Midnight - Quicksilver - Spider-Man                |                                                               |                                              |                                        |
| Energía                                                             |                                                                      |                                                               |                                              |                                        |
| - Adam Warlock - Ancient One - Doctor Strange - Hela - Human Torch  | - Iceman - Iron Man - Jubilee - Loki - Luna Snow                     | - Magneto - Mysterio - Phoenix - Psylocke - Scarlet Witch     | - Storm                                      |                                        |
| Luchador                                                            |                                                                      |                                                               |                                              |                                        |
| - Ant-Man - Black Knight - Blade - Captain America - Captain Marvel | - Corvus Glaive - Deadpool - Executioner - Falcon - Ghost Rider      | - Iron Fist - Lady Sif - Magik - Mister Fantastic - Shang-Chi | - Taskmaster - Thanos - Thena - Thor - Venom | - War Tiger - Wave - Wenwu - Wolverine |
| Puntería                                                            |                                                                      |                                                               |                                              |                                        |
| - Angel - Gambit - Hawkeye - Ikaris - Moonstar                      | - Rocket Raccoon - Star-Lord - Vision - War Machine - Winter Soldier | - Yondu                                                       |                                              |                                        |
| Apoyo                                                               |                                                                      |                                                               |                                              |                                        |
| - Cloak & Dagger - Ebony Maw - Groot - Invisible Woman - Mantis     | - Pixie - Polaris - Sersi                                            |                                                               |                                              |                                        |
| Tanque                                                              |                                                                      |                                                               |                                              |                                        |
| - Cull Obsidian - Colossus - Heimdall - Hulk - Namor                | - Ronan - Sandman - Squirrel Girl - The Thing                        |                                                               |                                              |                                        |
| No jugables                                                         |                                                                      |                                                               |                                              |                                        |
| - Collector - Galactus - Man-Thing - Surtur - Vivian                |                                                                      |                                                               |                                              |                                        |
| Próximos                                                            |                                                                      |                                                               |                                              |                                        |